# سندی لاوریچ
سندی لاوریچ (انگلیسی: Sandi Lovrić؛ زادهٔ ۲۸ مارس ۱۹۹۸) بازیکن فوتبال اهل اتریش و اسلوونی است.
از باشگاه‌هایی که در آن بازی کرده‌است می‌توان به باشگاه فوتبال اشتورم گراتس اشاره کرد.
وی در تیم‌های ملی فوتبال زیر ۱۷ سال، زیر ۱۸ سال، زیر ۱۹ سال و زیر ۲۱ سال اتریش و همچنین بزرگسالان اسلوونی بازی کرده‌است.